# حدائق كيو (قصة قصيرة)
حدائق كيو هي قصّة قصيرة للكاتبة الإنجليزيّة فيرجينيا وولف. نُشرت لأول مرّة في عام 1919،  ثم على نطاق أوسع في عام 1921 في مجموعة الاثنين أو الثّلاثاء، وبعد ذلك في المجموعة الّتي صدرت بعد وفاته "منزل مسكون" (1944). كانت الرّسوم التّوضيحية المصاحبة في الأصل لفانيسا بيل، وقد تم وصف تنظيمها البصري بأنه مشابه للوحة ما بعد الانطباعية.

## ملخص القصة
يقع السّرد في الحديقة النباتية التي تحمل اسمها في لندن في أحد أيام شهر يوليو الحارة، ويقدم لمحات موجزة عن أربع مجموعات من الأشخاص خلال مرورهم بجوار قاع الزّهور. تبدأ القصّة بوصف حوض الزّهرة البيضاويّ الشّكل. تمزج وولف ألوان بتلات الزّهور، الّتي تطفو على الأرض، مع حركات الزّوار الّتي تبدو عشوائية، والتي تشبهها بحركات الفراشات غير المنتظمة ظاهريًّا.
أوّل مجموعة تمر بجانبهم هم زوجان، ويتذكر الرّجل الذي يدعى سيمون زيارته قبل خمسة عشر عامًا عندما توسّل إلى فتاة تدعى ليلي لتتزوجه، لكن تمّ رفضه. مرة أخرى، تركز وولف العشوائيّة الواضحة للقرار على تحليق اليعسوب، والّذي إذا توقف سيشير إلى أنّ ليلي ستقول "نعم"، ولكنها بدلاً من ذلك استمرّت في الدّوران في الهواء.
المرأة التي أصبحت زوجة سيمون، إليانور، لديها ذكرى مختلفة في الحدائق، ذكريات أقدم بكثير، عندما جلست هي وفتيات صغيرات أخريات قرب البحيرة مع حاملاتهنّ، يرسمن زنابق الماء. لم يسبق لها رؤية زنابق الماء الحمراء قبل ذلك. قبّلها أحدهم على مؤخّرة رقبتها، وبقيت تجربتها معها منذ ذلك الحين: "أم كل القبلات".
يخرج الزوجان مع أطفالهما عن الأنظار ويركز السرد الآن على حلزون في قاع الزهرة. يبدو أن لها هدفًا محدّدًا، ويصف الراوي المشهد الّذي أمامها والرّحلة الّتي يتعيّن عليها القيام بها. التّركيز يتراجع مرّة أخرى.
يقف رجلان عند قاع الزّهرة، رجل أصغر سنًّا يُدعى ويليام ورجل أكبر سنًّا غير مستقر إلى حد ما لم يُذكر اسمه. يتحدّث الرّجل الأكبر عن الجنّة ويشير بشكل غير مباشر إلى الحرب. يبدو بعد ذلك أنه يخطئ بين امرأة وشخص ما في أفكاره، ويستعدّ للفرار إليها، ولكن تمّ القبض عليه من قبل ويليام الذي يشتّت انتباه الرّجل الأكبر سنًّا بالإشارة إلى زهرة. ينحني الرّجل العجوز بالقرب من الزّهرة وكأنه يستمع إلى صوت بداخلها. يواصل الرّجل الأكبر سنًّا الحديث، ويزداد صبر ويليام رزانة.
بجانب الاقتراب هناك امرأتان كبيرتان في السن يصفهما الراوي بأنهما من الطبقة المتوسطة الدنيا. إنّهم مفتونون بتصرّفات الرّجل العجوز، لكنّهم لا يستطيعون تحديد ما إذا كان يعاني من مشكلات في الصحة العقليّة أم أنّه ببساطة غريب الأطوار. يقول الرّاوي كلمات وعبارات معزولة على ما يبدو: "يقول، هي تقول، أنا أقول"، "سكّر، دقيق، رنجة، خضر". ينفصل الجزء الأكبر من المرأتين عن المحادثة، ويحدّق بنعاس في قاع الزّهرة. أخيرًا، تقترح عليهم العثور على مقعد وتناول الشّاي.
تعود القصّة إلى الحلزون، الّذي لا يزال يحاول الوصول إلى هدفه. بعد اتخاذ قرار بشأن تقدّمها، يتحرك بعيدًا بينما يقترب زوجان شابّان من قاع الزّهرة. يلاحظ الشّاب أن الدخول إلى الحدائق يوم الجمعة هو ستة بنسات، وتتساءل عما إذا كان لا يساوي ستّة بنسات. يسأل ماذا تعني كلمة "ذلك". تجيب "أي شيء". وبينما كانا يقفان في نهاية حوض الزّهرة، ضغطا كلاهما بمظلّة المرأة الشّابة في التّربة. يده تقع على رأس راتبها. يعبّر هذا الفعل عن مشاعرهم تجاه بعضهم البعض، وكذلك كلماتهم التّافهة. يذكر الرّاوي أن هذه كلمات ذات "أجنحة قصيرة لثقل معانيها". مشاعرهم واضحة لهما وللآخرين. يتحدث الشّاب إلى الشّابة تريسي ويخبرها أنّه يجب عليهم تناول الشّاي الآن. تسأل أين يتناولون الشّاي في الحديقة. عندما تنظر إلى مسار عشبيّ طويل، تنسى الشّاي بسرعة وتريد استكشاف الحدائق.
يتحرك زوجان تلو الآخر عبر الحدائق بنفس الّلاهدف. يذيب سرد وولف الآن مقتطفات المحادثة في ومضات من الّلون والشّكل والحركة، وأصوات خالية من الكلمات تعبّر عن الرّضا والعاطفة والرّغبة. أصوات الأطفال تردّد النّضارة والمفاجأة. وأخيرًا، يمتد التّركيز إلى ما هو أبعد من الحدائق، ليقارن بين ضجيج المدينة وأصوات الحدائق وألوانها.

## الاقتباسات
- الجزء الأخير من فيلم مختارات London Unplugged مقتبس من القصة القصيرة.
- في عام 2024، نشرت مطبعة ماتاتابي نسخة حديثة ومبسطة من حدائق كيو جنبًا إلى جنب مع مجتمع وولف في حدائق كيو والمجتمع: قارئ المستوى 600 (L+) (CEFR B1) . كتبت إميلي أيتكين بتوجيه من جون ماكلين، هذه الطبعة تلبي احتياجات القراء المعاصرين بمستوى الكفاءة CEFR B1.